# Tallinn tömegközlekedése

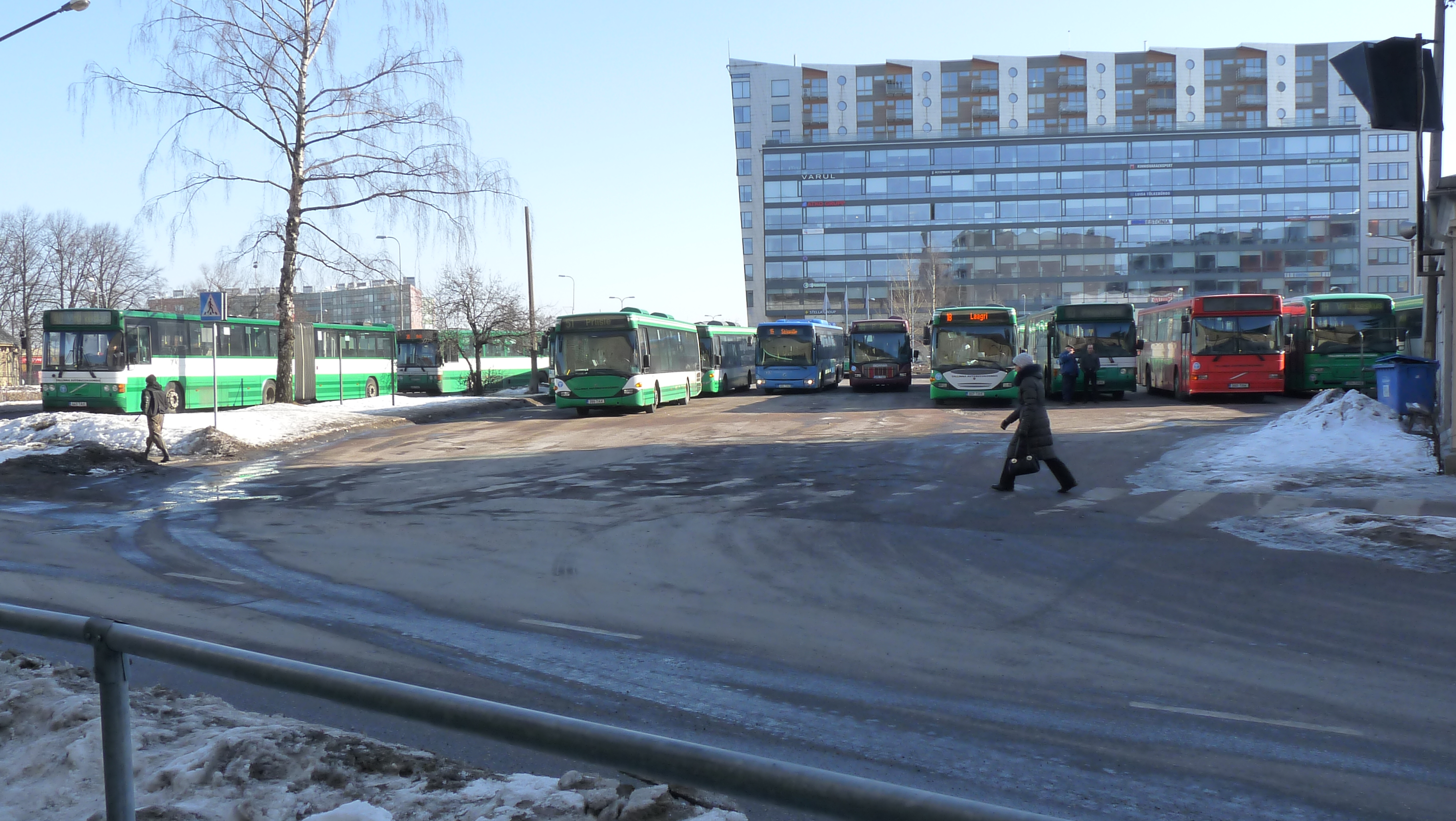
Tallinni városi buszok

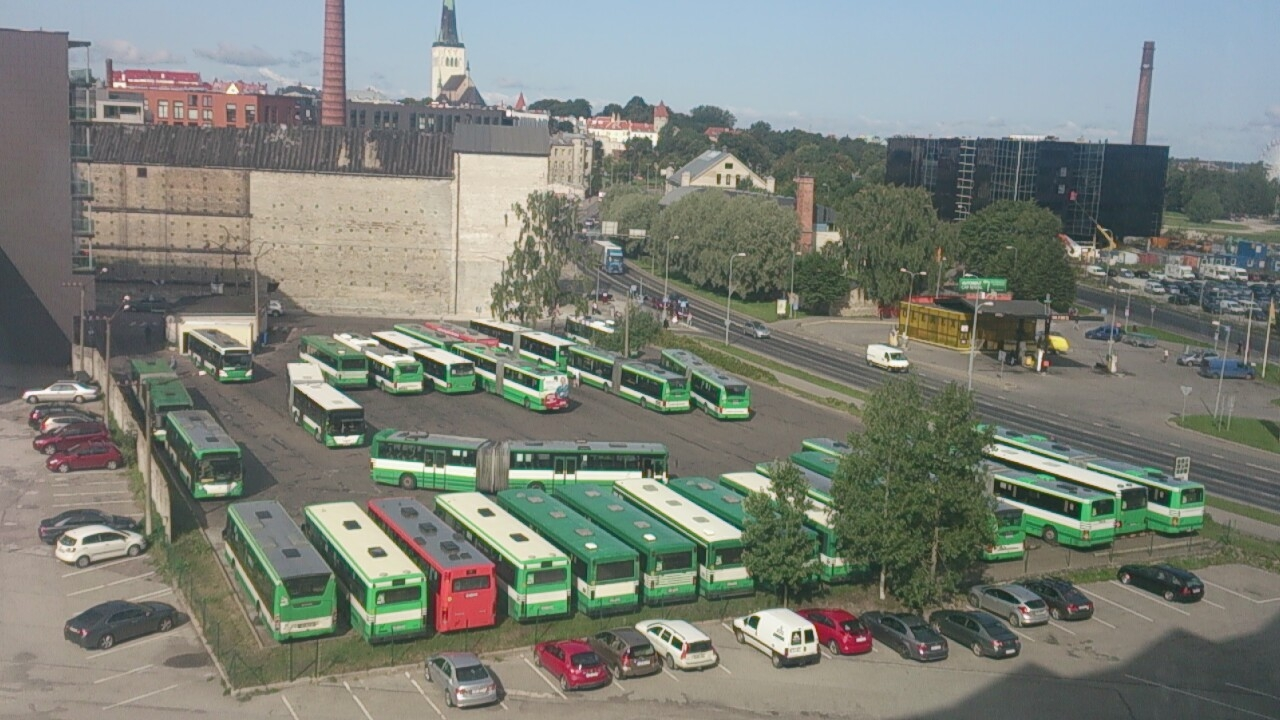

Tallinn tömegközlekedését autóbusz-, villamos-, trolibusz-, vasútvonalak és kompok biztosítják. A buszokat, villamosokat és trolibuszokat nagyrészt a Tallinna Linnatranspordi AS üzemelteti, de 1995 óta több vonalat a MRP Linna Liinid üzemeltet. A vasutat az Elron, az Aegna szigetére közlekedő kompokat pedig a Kihnu Veeteed működteti.
Korábban a buszvonalak üzemeltetője a Tallinna Autobussikoondis, a villamosoké és trolibuszoké a TTTK volt, de a két cég 2012-ben Tallinna Linnatranspordi AS (TLT) néven eggyévált.
Tallinn jelenleg Észtország egyetlen városa, amelyben villamos- és trolibusz-közlekedés is található. Az első villamosok 1888-ban indultak. A trolibusz-közlekedés megindítását már 1946-ban tervezték, de csak 1965-ben indultak az első trolibuszok, azóta 9 újabb vonal épült ki, az elsőt azonban 2000-ben, egy másikat 2012-ben, kettőt pedig 2015-ben megszüntettek, így csak 5 trolibuszvonal maradt.
Könnyűvasút építését már az 1970-es években terveztek Tallinnban, de amikor Észtország függetlenné vált a Szovjetuniótól, leálltak a tervezéssel és csak a 2000-es években kezdtek megint foglalkozni vele. A vasút egyik végállomása a városközpontban lesz, a Szabadság téren vagy a Viru bevásárlóközpontnál, és 10-12 megálló érintésével éri majd el másik végállomását Kelet-Lasnamäe-ban.
A vonatok az óváros északi részén lévő Balti pályaudvarról indulnak. Az Elron vasúttársaság villamos motorvonatokat üzemeltet a Tallinntól nyugatra fekvő Keila, Paldiski és Riisipere, valamint a keleten fekvő Aegviidu felé, emellett dízel-elektromos motorvonatokat Pärnuba, Viljandiba, Tartuba és Narvába; ezeken a vonalakon 2014 januárjában váltotta fel az Edelaraudtee szolgáltatását. Az Elron jelenleg Stadler FLIRT típusú vonatokat üzemeltet.

## Vonalak

### Buszjáratok

#### Városi

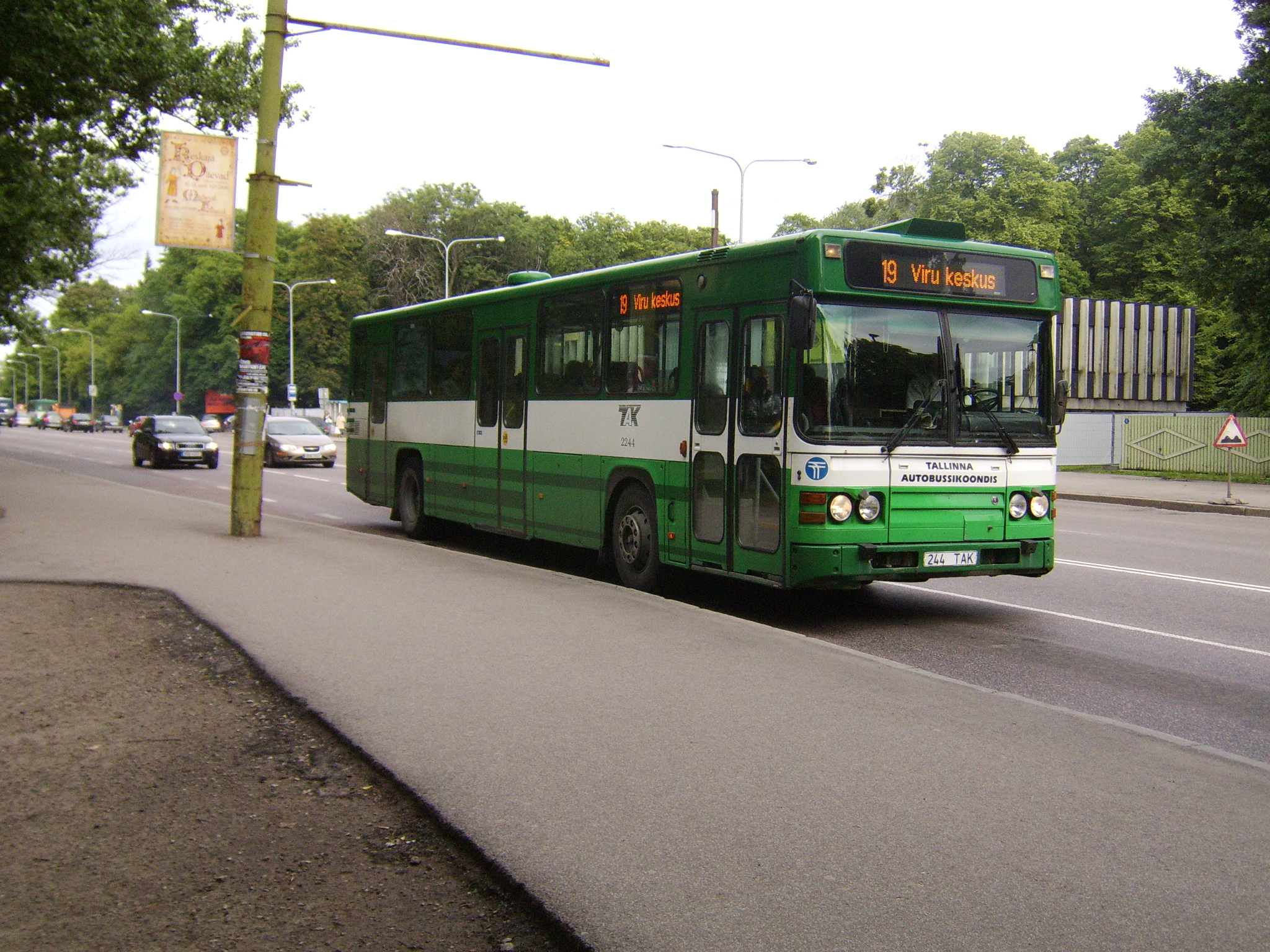
A Tallinna Autobussikoondis busza a 19-es buszvonalon, Kadriorgban

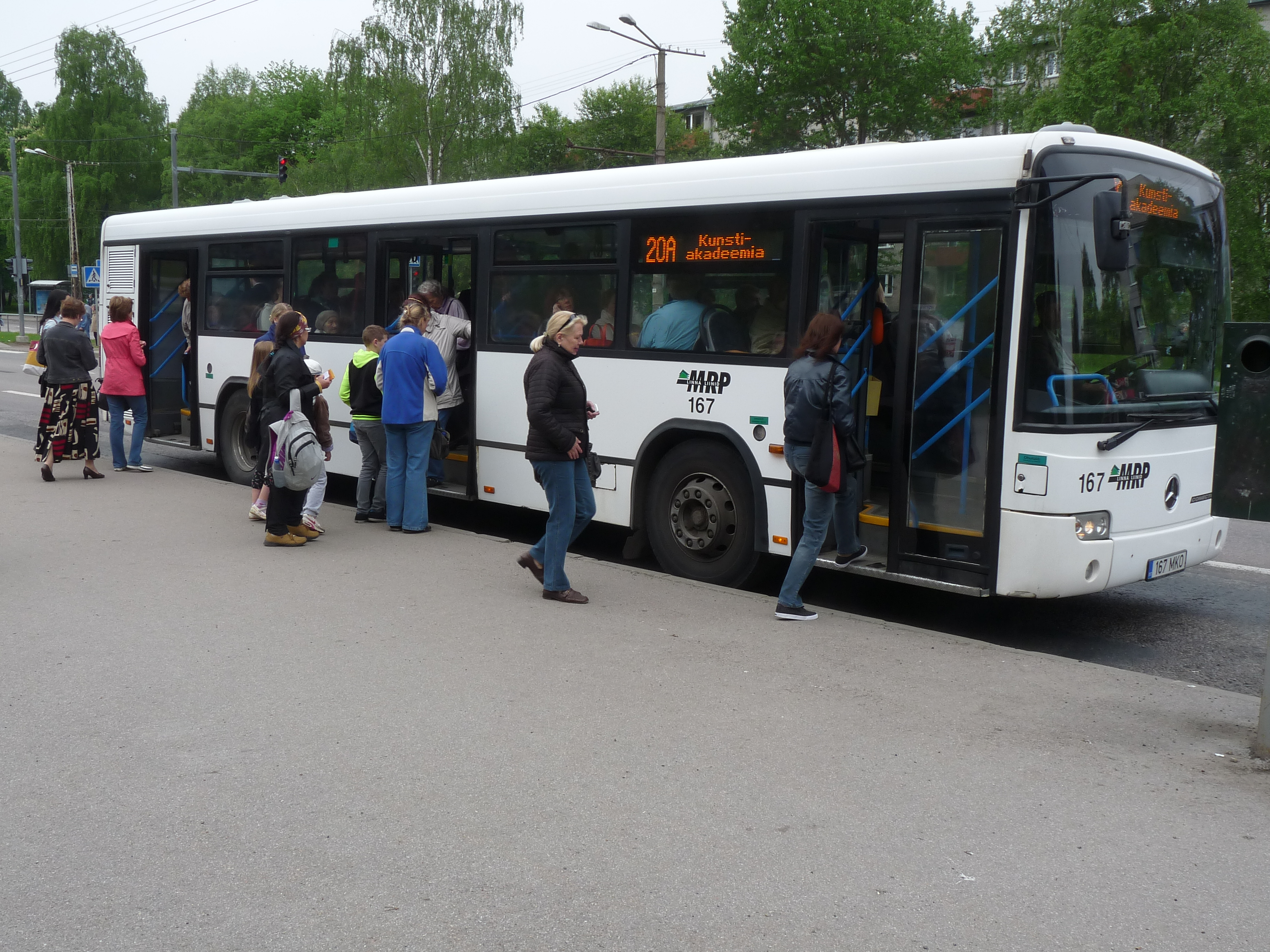
Egyes autóbuszvonalakon az MRP linna liinid üzemeltet buszokat

Az autóbuszvonalak egész Tallinnt behálózzák, és szinte mindenhol a városi tömegközlekedés gerincét adják, különösen Pirita, Lasnamäe és Nõmme városrészekben, ahol villamos és trolibusz nem jár (Nõmme kivételével, amelyen áthaladnak az Elron nyugat felé tartó vonatai).
Az útvonalakról és menetrendekről a Tallinna Transpordiamet dönt, de a TLT vagy a MRP végzi a tényleges üzemeltetést, a velük kötött szerződést ötévente újítja meg a város. A viszonylatokat egy- vagy kétjegyű számok jelölik, melyeket időnként A vagy B betű egészít ki. 2007 szeptemberében egy Park & Ride buszvonal is indult, 1PR néven, mely a piritai parkolót kötötte össze a városközponttal, de 2009 januárjában megszűnt.
Majdnem minden járatnak két végállomása van, ezek egyike a sofőrök pihenőjeként is szolgál.
Tallinnban kevés a ráhordó járat, azaz az olyan buszjárat, amely más típusú közlekedési eszközökre szállítja az utasokat. Ilyenek az 57-es busz, amelynek útvonalát lerövidítették egy villamos-végállomásig; a 25-ös busz, amely csak hétköznaponként ötször közlekedik, és a két mustamäei trolibusz-végállomásra szállítja az utasokat, részben a 37-es buszhoz hasonlóan, valamint ilyen volt a 21Abusz, amely a Väike-Õismäe trolibusz-végállomásra szállította az utasokat 2015 végéig.
A buszok általában minden nap 5:20 és 0:20 között közlekednek. Egyes buszjáratok, főleg a gyorsjáratok csak csúcsidőben közlekednek, délelőtt 10–11 és délután 2–3 között nem. 2012. szeptember 1-től ezekre ugyanannyiba kerül a jegy, mint a többi buszjáratra.
2008. november 7-től az év végéig a közlekedési hatóság kísérleti jelleggel meghosszabbította a népszerűbb autóbusz- és trolibuszjáratok üzemidejét hajnali 1 óráig, de a változás nem lett végleges. Felmerült az éjszakai buszok indításának lehetősége is, de jelenleg csak újévkor közlekednek éjszakai buszok, villamosok és trolik.
2013. január elseje óta a tömegközlekedés ingyenes azok számára, akiknek bejelentett lakcíme Tallinnban van.

#### Agglomerációs busz

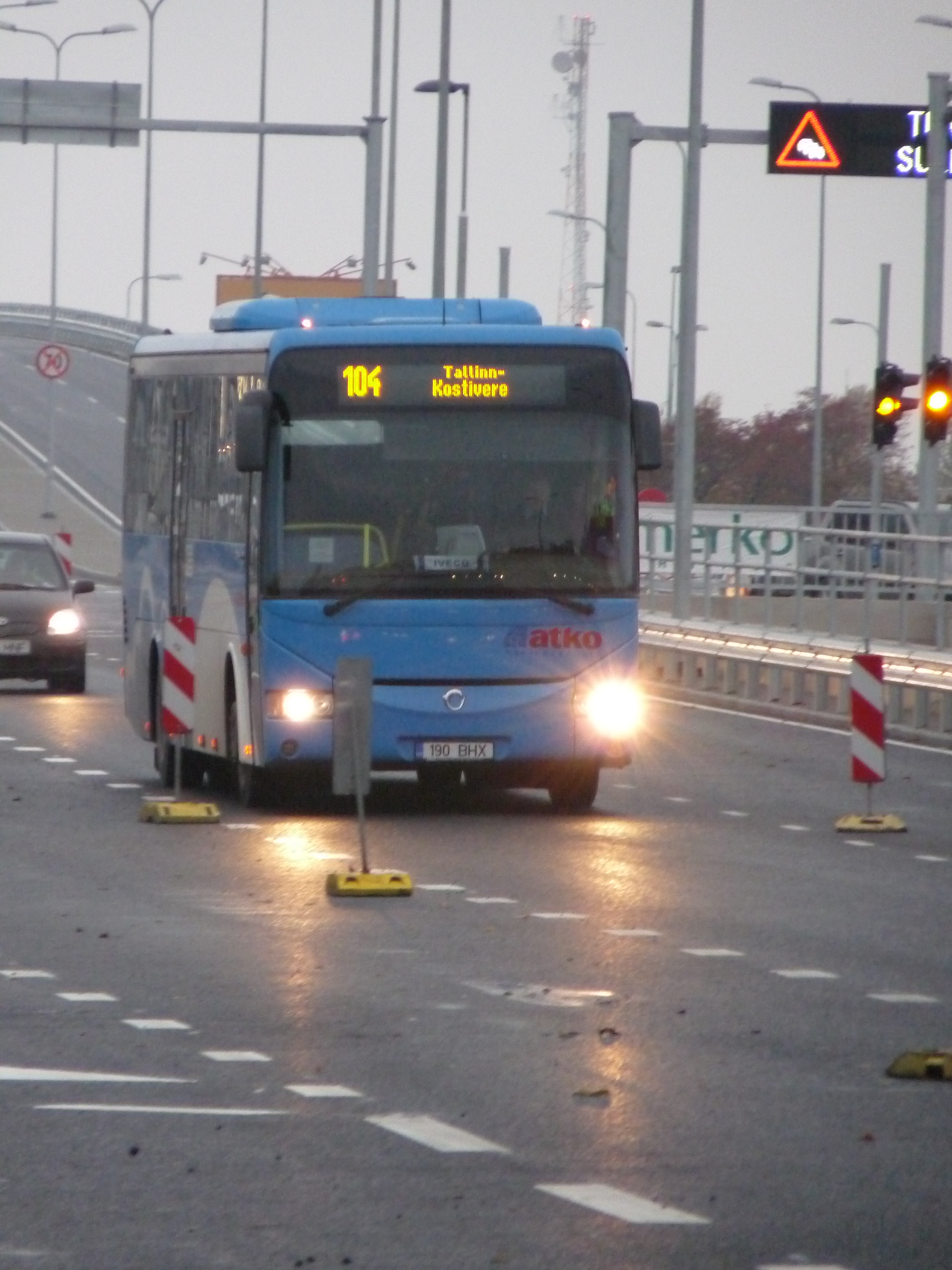
Az agglomerációs 104-es busz Tallinn és Kostivere közt

Az agglomerációs buszjáratokat a Harjumaa Ühistranspordikeskus (Harju megyei Tömegközlekedési Központ; HÜTK) működteti. A Központot 2005 elején alapította Harjumaa 25 helyi önkormányzata és Harju megye önkormányzata, az Észt Köztársaság képviseletében. A Központ célja Harju megye tömegközlekedésének irányítása és a szolgáltatás minőségének növelése. Az útvonalakat a HÜTK tervezi meg, de utána átadja más szolgáltatóknak. Harju megyében körülbelül 50 kereskedelmi alapú buszjárat is működik.
2008. november 1-jén az agglomerációs járatok számára zónarendszert vezettek be. Harju megyét négy zónára osztották, amelyből az elsőbe maga Tallinn tartozik, a másodikba Tallinn környéke, a többi települést pedig a fővárostól való távolsága alapján sorolják zónákba. A zónán belüli utazás ára 12 EEK volt, a zónahatár átlépésével 10 koronával nőtt a költség. A zónarendszer felváltotta a korábbi rendszert, amelyben a távolság alapján növekedett a jegy ára, és ha egy járat több falun haladt át, emelkedett az ár.

### Villamos

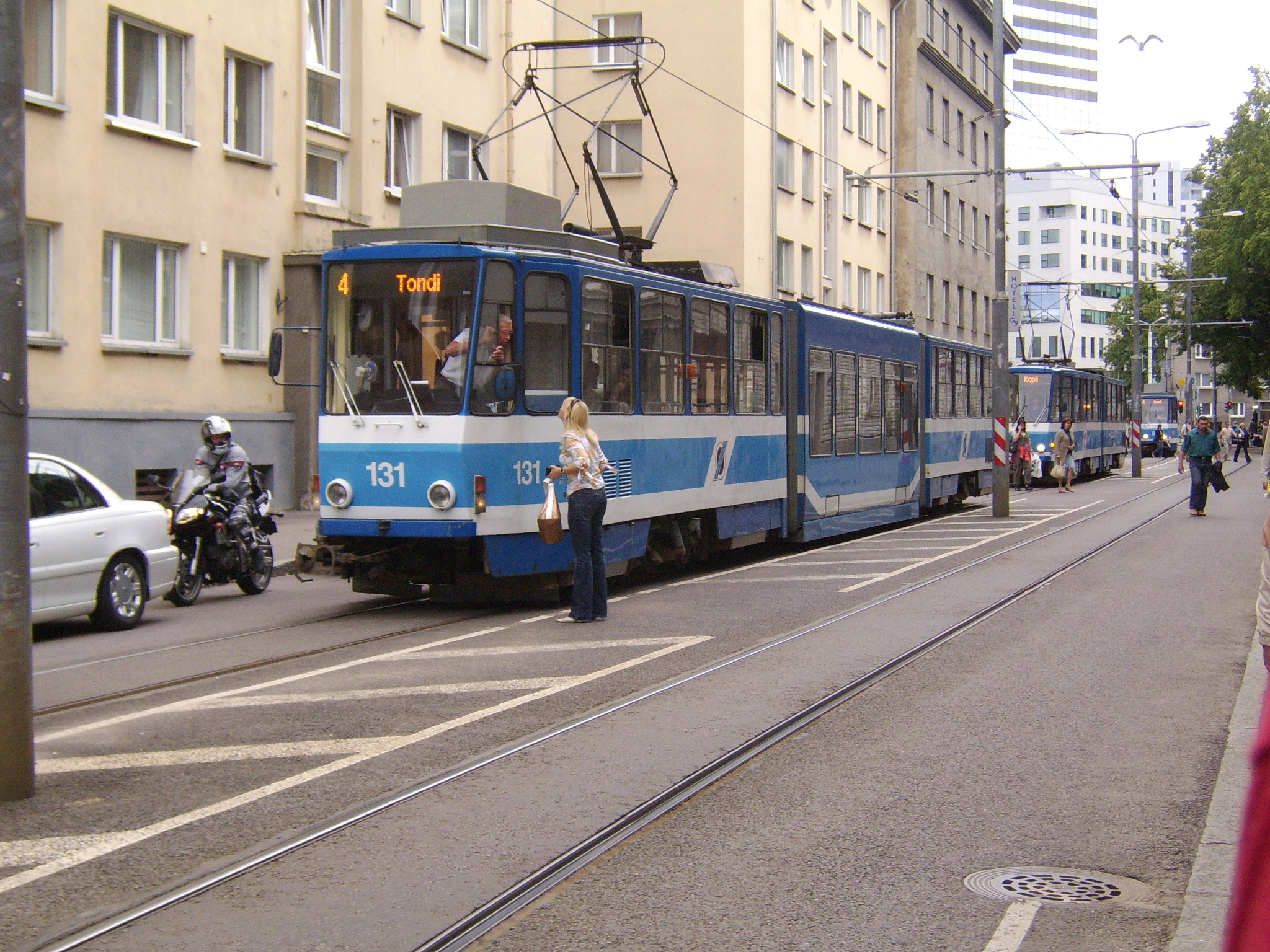
Tatra KTNF6 típusú villamos Tallinnban

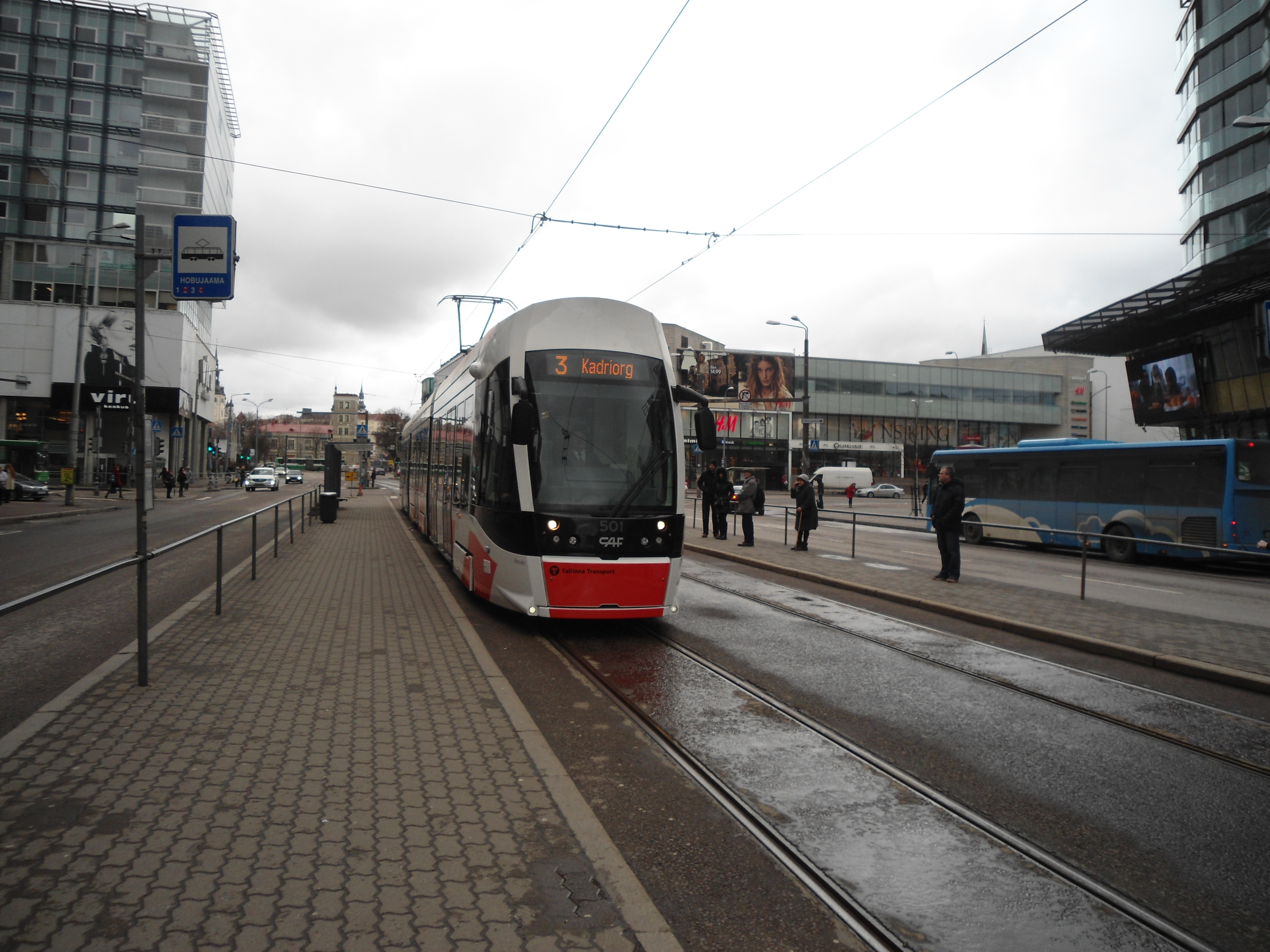
Az első CAF Urbos AXL villamos, első tallinni munkanapján

A villamoshálózat viszonylag rövid, a városközpontot és környékét szolgálja ki. A városban négy villamosvonal található, és két villamostípust használnak: Tatra KT4-et és KTNF6-ot, utóbbi gyakorlatilag egy KT4, alacsony padlós középrésszel. 2015–16-ban új CAF Urbos AXL villamosok kezdenek közlekedni a 3-as és 4-es vonalon. Az első új villamos 2015. március 31-én indult.
A villamoshálózat üzemeltetője a TLT.

### Trolibusz

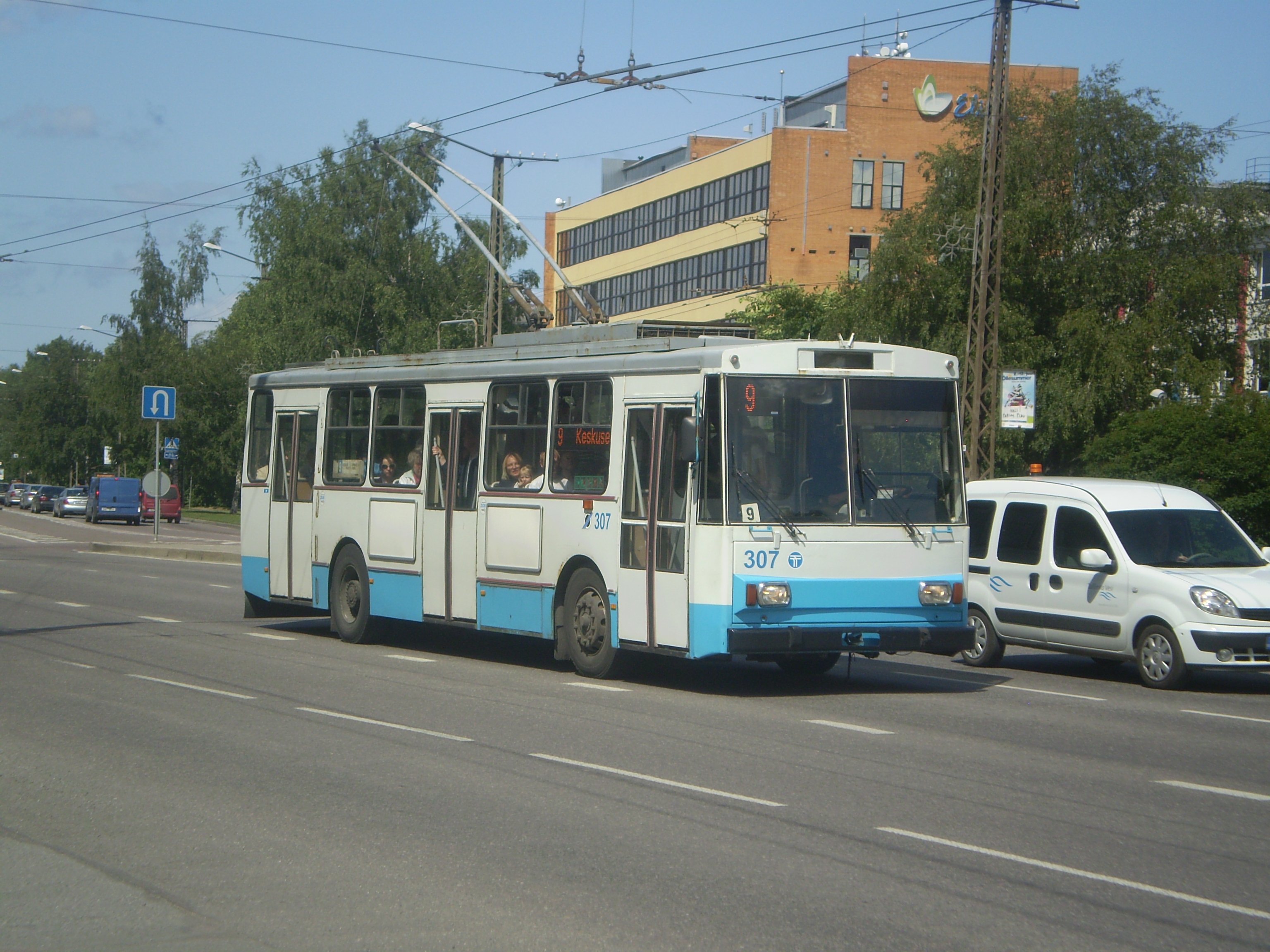
A 9-es troli a Sõle úton

A trolibuszok főleg Tallinn nyugati részén, Mustamäe és Haabersti kerületekben jellemzőek. A trolibusz-közlekedés 1965-ben indult a városban, az első útvonal az Észt Nemzeti Operaház és a Hipodroom között közlekedett. Jelenleg négy trolibuszvonal van: az 1, 3, 4 és 5, amelyek a városközpontot kötik össze Mustamäéval. 2012. december 1-jén a 2-es trolibuszvonalat dízelbusz váltotta fel.
2024. november 1-jén ideiglenesen leállították a trolibusz-közlekedést Tallinnban, a járművel többségét eladták. Az újonnan beszerzendő Škoda 33Tr SOR és Škoda 32Tr SOR trolibuszok 2026-ban állnak forgalomba.

### Elővárosi vonatok

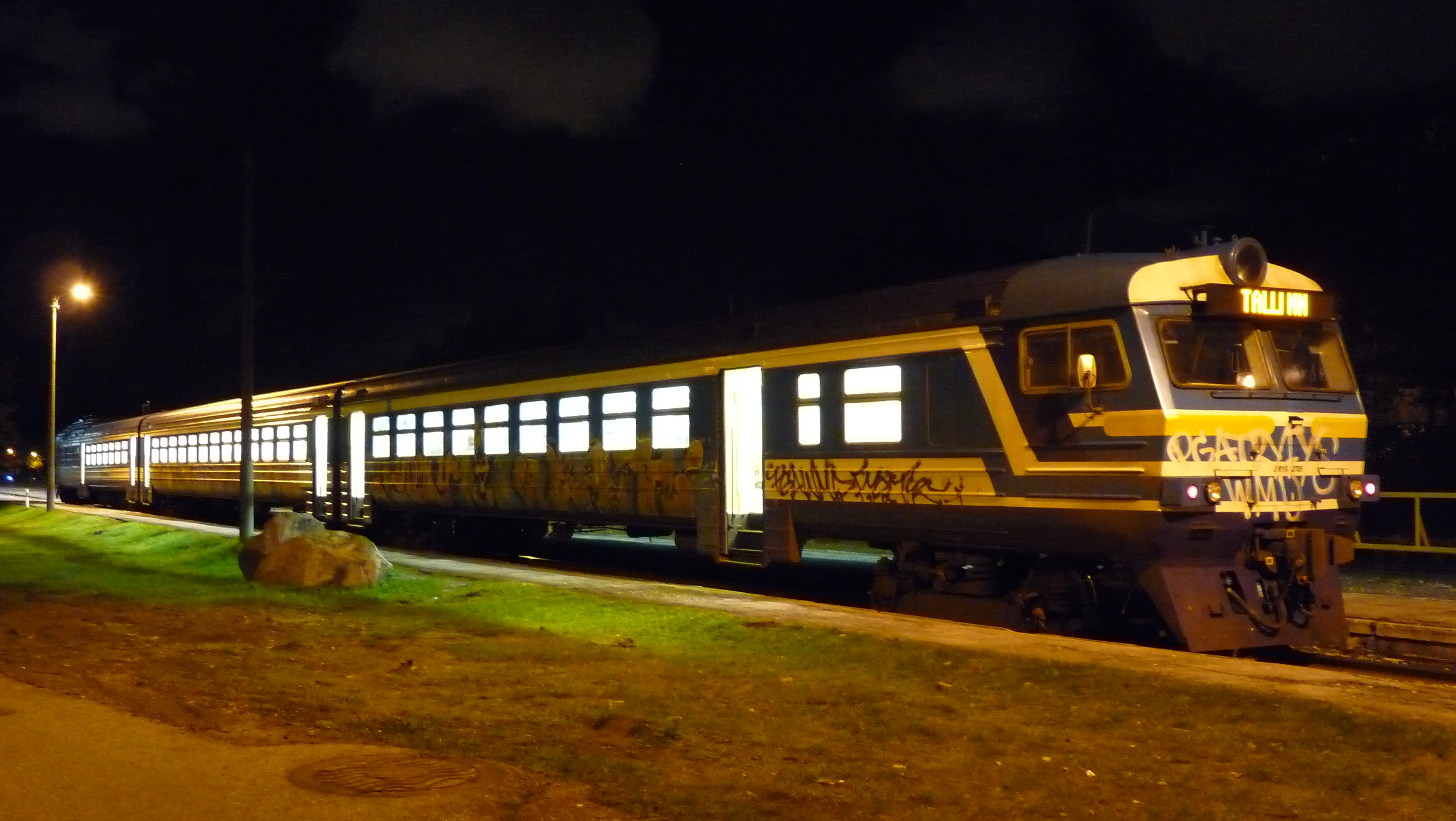
A DR1 típusú motorvonat utolsó üzemnapja Tallinnban

Az Elron elővárosi vonatait főként a Harju megyéből Tallinnba ingázók kiszolgálására üzemeltetik, de a város külső kerületeinek lakói is használják, főleg a Nõmme kerületben élők. A vasútvonalak áthaladnak Kristiine, Nõmme és Lasnamäe kerületeken, a végállomás, Balti pályaudvar  pedig a városközpontban található, Põhja-Tallinn közelében. Tallinn határain belül ingyenes a vasúton az utazás a főváros bejelentett lakóinak a keleti vonalon Vesse, a nyugatin Laagri és a délnyugatin Männiku állomásig.

### Komp
Tallinnt komp köti össze Aegna szigetével. A Vegtind nevű hajót az OÜ Spinnaker üzemelteti. A hajó a hét hat napján, kedd kivételével közlekedik. A hajó a Tallinn és Aegna közötti utat 20 perc alatt teszi meg. Egy út ára 5 euró.

## Jegyek

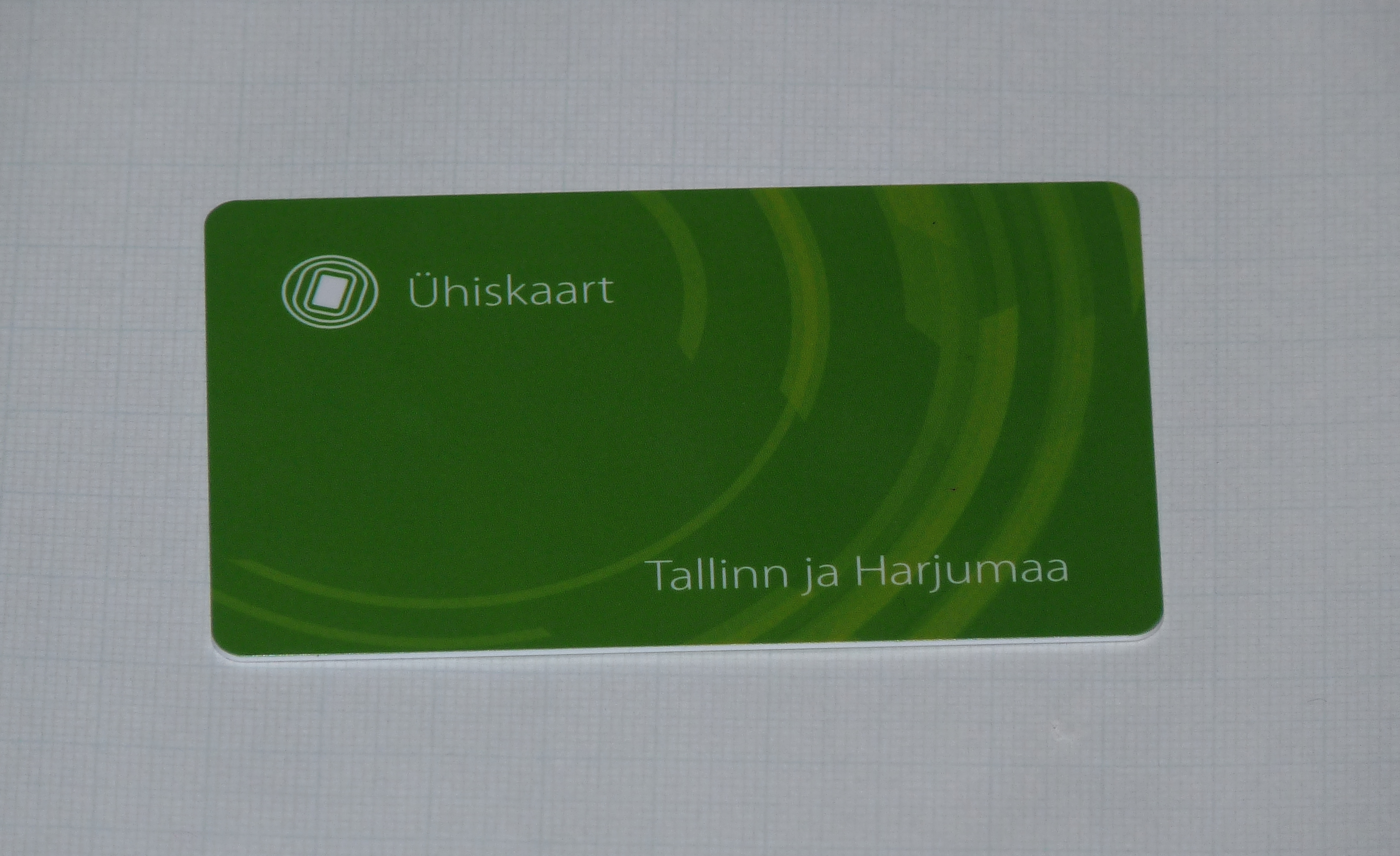
A tallinni és Harju megyei tömegközlekedési kártya (Ühiskaart)

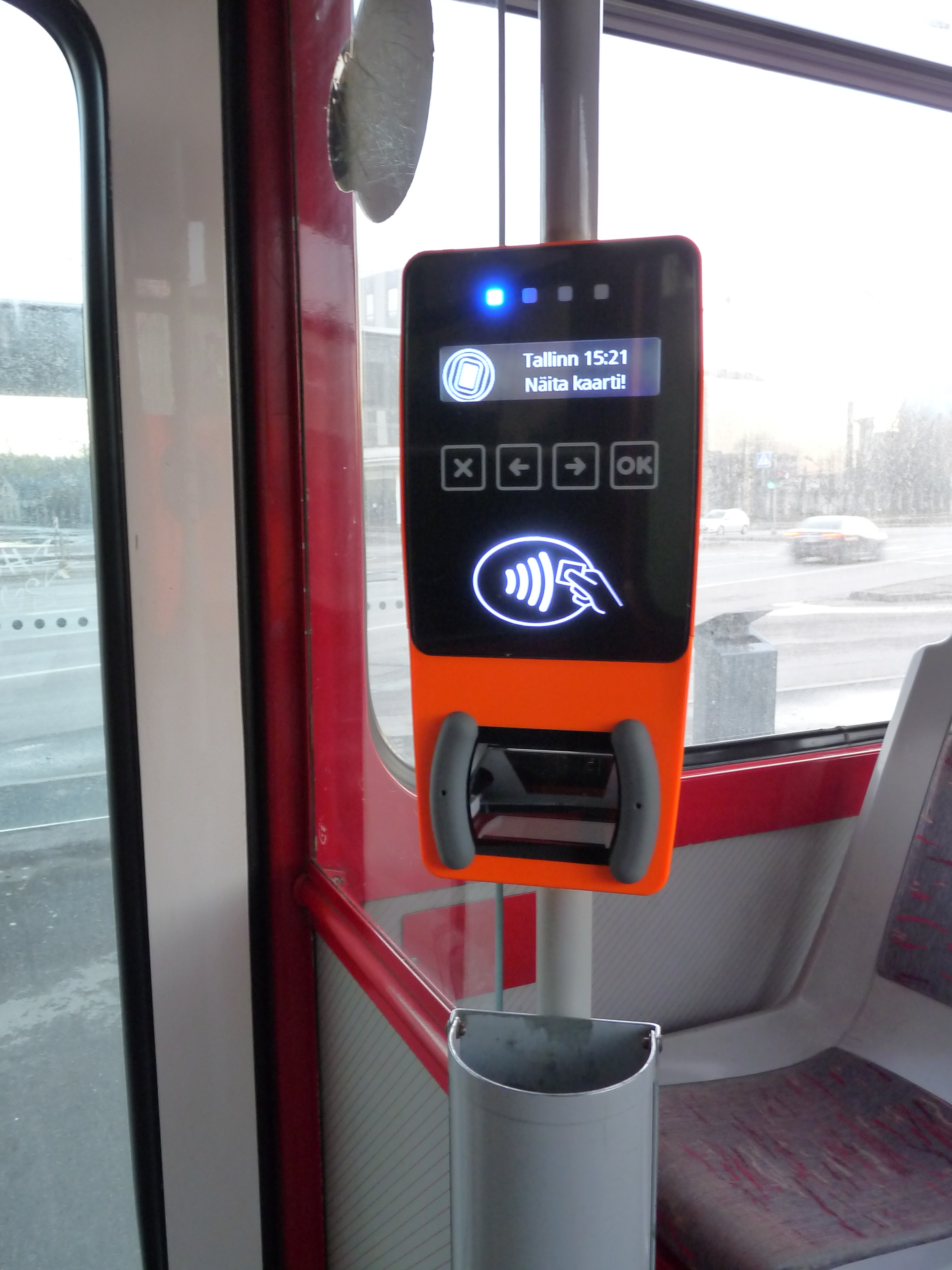
A járművek első ajtajánál található, QR-kódos jegy és bankkártya olvasására alkalmas érvényesítő készülék

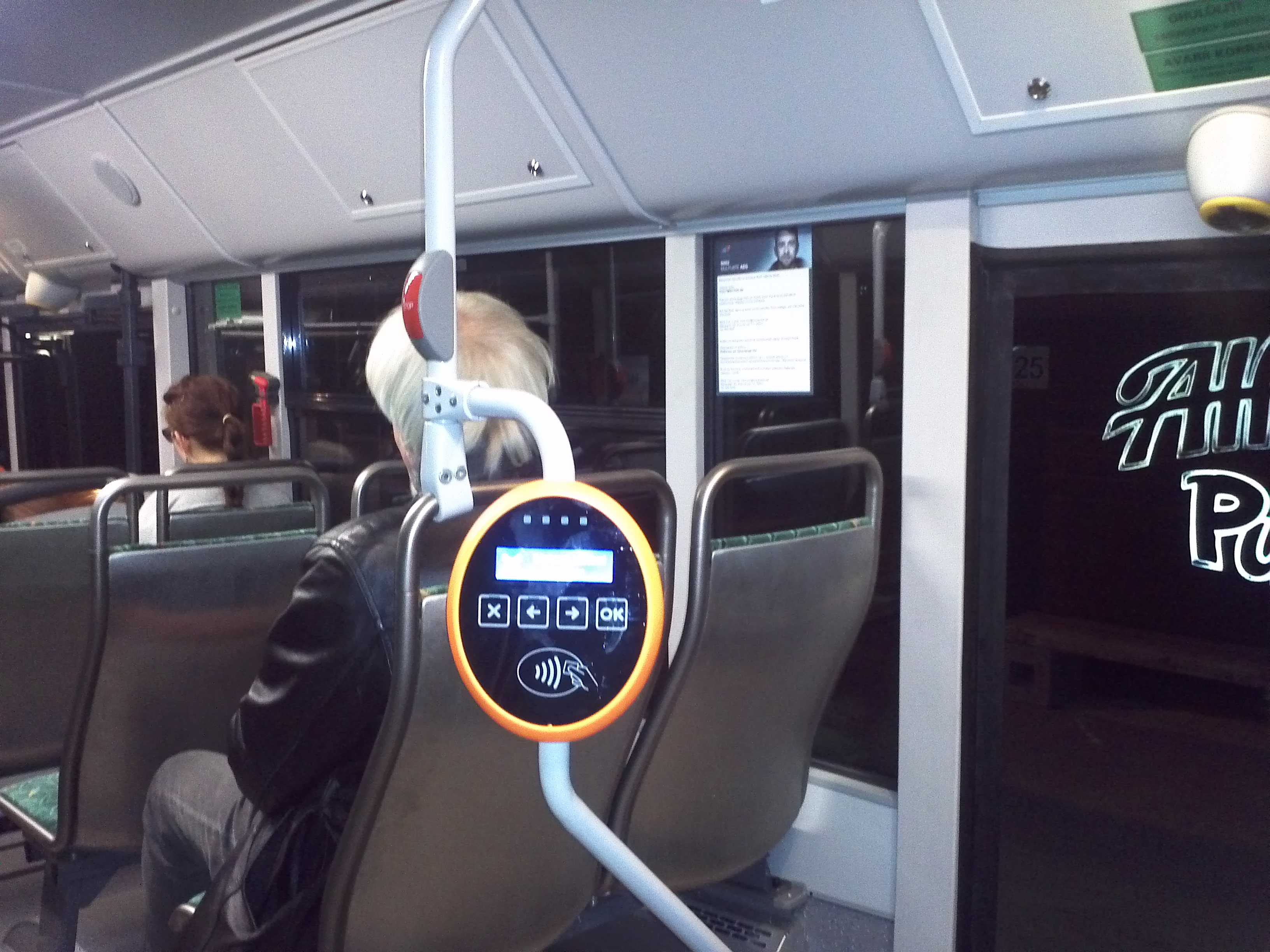
A tömegközlekedési kártya használatára alkalmas érvényesítő készülék. A járművek második és tovább ajtajainál lévő készüléktípus

Minden tallinni busz-, villamos- és trolibuszjáratra ugyanaz a jegy jó. A Harju megyei buszjáratokra másfajta jegyet kell váltani, az ár attól függ, hány zónán keresztül utazunk. A tömegközlekedési kártyára töltött egyenleg alkalmas a jegyvásárlásra. (A Harju megyei buszokon készpénzért is lehet jegyet venni.)
Egy 2012. március 25-én végzett felmérésben a válaszadók több mint 75%-a igennel válaszolt arra, legyen-e ingyenes a tömegközlekedés Tallinnban. 2013. január 1-jétől a tallinni lakosok számára ingyenes lett a tömegközlekedés, ezzel Tallinn lett az első európai főváros, ahol a lakosoknak nem kell fizetni a tömegközlekedésért. Az Elron később megegyezett az önkormányzattal, és az első zónában ez a cég is ingyenessé tette szolgáltatását a város lakói számára.
A nem tallinni lakosok továbbra is pénzért vehetik igénybe a tömegközlekedést.

### Jegytípusok
A tallinni lakcímmel rendelkezők személyi igazolvány és érvényesített tömegközlekedési kártya (Ühiskaart) vagy vele egyenértékű diákigazolvány felmutatásával ingyen használhatják a buszokat, villamosokat és trolibuszokat (2013. január 1-től), valamint a városhatáron belül az ingázóvonatokat (2013 októberétől).
A nem helyi lakosok egyszeri (egy óráig érvényes) utazásra jogosító jegyet, napi jegyet, három napig és öt napig érvényes jegyet, valamint 30 napos bérletet vásárolhatnak. Az egyszeri utazásra jogosító jegy ára 2 euró.
Tömegközlekedési kártya (Ühiskaart) használata esetén lehetőség van egyenleg feltöltésére (max. 20 euróig), valamint különféle jegyek vásárlására. A tömegközlekedési kártya vagy mobiltelefonra telepített applikációval (Pilet.ee), vagy a pilet.ee/tallinn weboldalon lehetséges. Ehhez az applikációban regisztrálni kell a tömegközlekedési kártyát. A weboldalon történi kezelés esetén nincs szükség regisztrációra. Az internetes jegyvásárlás vagy egyenlegfeltöltés esetén a tömegközlekedési kártya számát kell megadni.
Az egyszeri jegy az érvényesítéstől számított egy órán keresztül érvényes, függetlenül az átszállások számától. A kártyát az átszállásoknál is érvényesíteni kell.
A napi, háromnapi vagy ötnapi jegy esetén az érvényesség a vásárlás időpontjától kezdődik.
Lehetőség van egyszeri egyszeri utazásra jogosító QR-kódos jegy vásárlására is. Ez vagy Pilet.ee mobiltelefonos applikációval, vagy a pilet.ee/tallinn weboldalon lehetséges. Utóbbi esetben az internetes vásárláskor meg kell adni egy email címet, és a QR-kódot PDF-ben arra küldi a szolgáltató. QR-kódos jegyet ugyanúgy kell használni, mint az utazási kártyát, azaz minden járműre szálláskor érvényesíteni kell. QR-kód olvasóval minden járműben csak az első ajtónál lévő érvényesítő készülék rendelkezik.
További lehetőség az egyszeri utazási jegy vásárlására a bankkártya használata. Kizárólag érintőkártya használható, és csak a járművek első ajtajánál lévő érvényesítő készüléken, amennyiben szerepel rajta a bankkártya logója. A jegyvásárláshoz a bankkártyát egyszerűen az érvényesítő készülék olvasójához kell érinteni. ha sikeres a leolvasás, akkor a készüléken lévő LED-sor zölden felvillan. A bankkártyával történő jegyvásárlást ellenőrzés esetén a bankkártyával lehet igazolni.
Egyszeri jegy vásárlása esetén (akár utazási kártyára feltöltött egyenlegről, akár bankkártyával vásárolt jegy esetén) lehetőség van egyidejűleg több személy (max. 6 fő) számára történő jegyvásárlásra. Ehhez a kártyahasználat előtt az érvényesítő készülékeken található nyilakkal még a kártyahasználat előtt be kell állítani a jegyek mennyiségét.
A sofőrnél nincs lehetőség egyszeri utazásra érvényes jegy váltására (ez a lehetőség a Covid járvány idején szűnt meg). A többi jegyet előre fel kell tölteni a kártyára, majd a járművön érvényesíteni. A diákok, nyugdíjasok, mozgáskorlátozottak kedvezményes jegyet válthatnak, ennek ára 1 euró. A helyi lakosok mellett minden 7 éven aluli vagy 65 éven felüli személy, illetve a hároméves gyermekkel utazó személy ingyen utazhat.
A tömegközlekedési kártyán vásárláskor 2 eurós egyenleg van. Amennyiben már nincs szükség a kártyára, vissza is váltható. A tömegközlekedési kártya megvásárolható az R-Kioskokban, a Rimi élelmiszerboltok egy részében, a Selver és a. Maxima üzletekben, a Stockman áruházban, a tallinni buszpályaudvaron, a tallinji és Harju megyei postahivatalokban, valamint a Tallinni Városi Tanács ügyfélszolgálati irodájában.

### A jegy érvényesítése
A legtöbb járműre bármelyik ajtón fel lehet szállni. QR-kódos jegy érvényesítésére és bankkártyás jegyvásárlásra csak a járművek első ajtajánál lévő érvényesítő készülék alkalmas.
A városi rendőrség jegyellenőrei véletlenszerűen ellenőrzik a jegyeket: megállítják a járművet a megállókban, hogy senki ne szállhasson le ellenőrzés nélkül. Az érvényes jegy nélkül utazókra legfeljebb 40 euró bírságot szabhatnak ki. Ha valaki otthon felejtette a személyijét, akkor bediktálhatja az ellenőrnek a társadalombiztosítási azonosítójelét, amellyel igazolhatja, jogosult-e ingyen utazni. 2013. január 1. óta az ingyenes utazóknak érvényesíteniük kell tömegközlekedési kártyájukat, enélkül vagy személyijük felmutatása nélkül 40 eurós bírságot kapnak.

## Fordítás
- Ez a szócikk részben vagy egészben  a   Public transport in Tallinn című angol Wikipédia-szócikk ezen változatának fordításán alapul.  Az eredeti cikk szerkesztőit annak laptörténete sorolja fel. Ez a jelzés csupán a megfogalmazás eredetét és a szerzői jogokat jelzi, nem szolgál a cikkben szereplő információk forrásmegjelöléseként.